# Rudolf Lange (SS-Mitglied)
Rudolf Lange (* 18. April 1910 in Weißwasser; † 23. Februar 1945 in Posen) war ein nationalsozialistischer Polizeibeamter und Jurist.
Er nahm an der Wannsee-Konferenz teil und diente als SS-Standartenführer, Kommandeur, später Befehlshaber der Sicherheitspolizei und des SD (KdS bzw. BdS) in Riga, Lettland, wo er größtenteils für die Umsetzung der Vernichtung der jüdischen Bevölkerung verantwortlich war. Die Einsatzgruppe A tötete über 250.000 Menschen in weniger als sechs Monaten.

## Leben

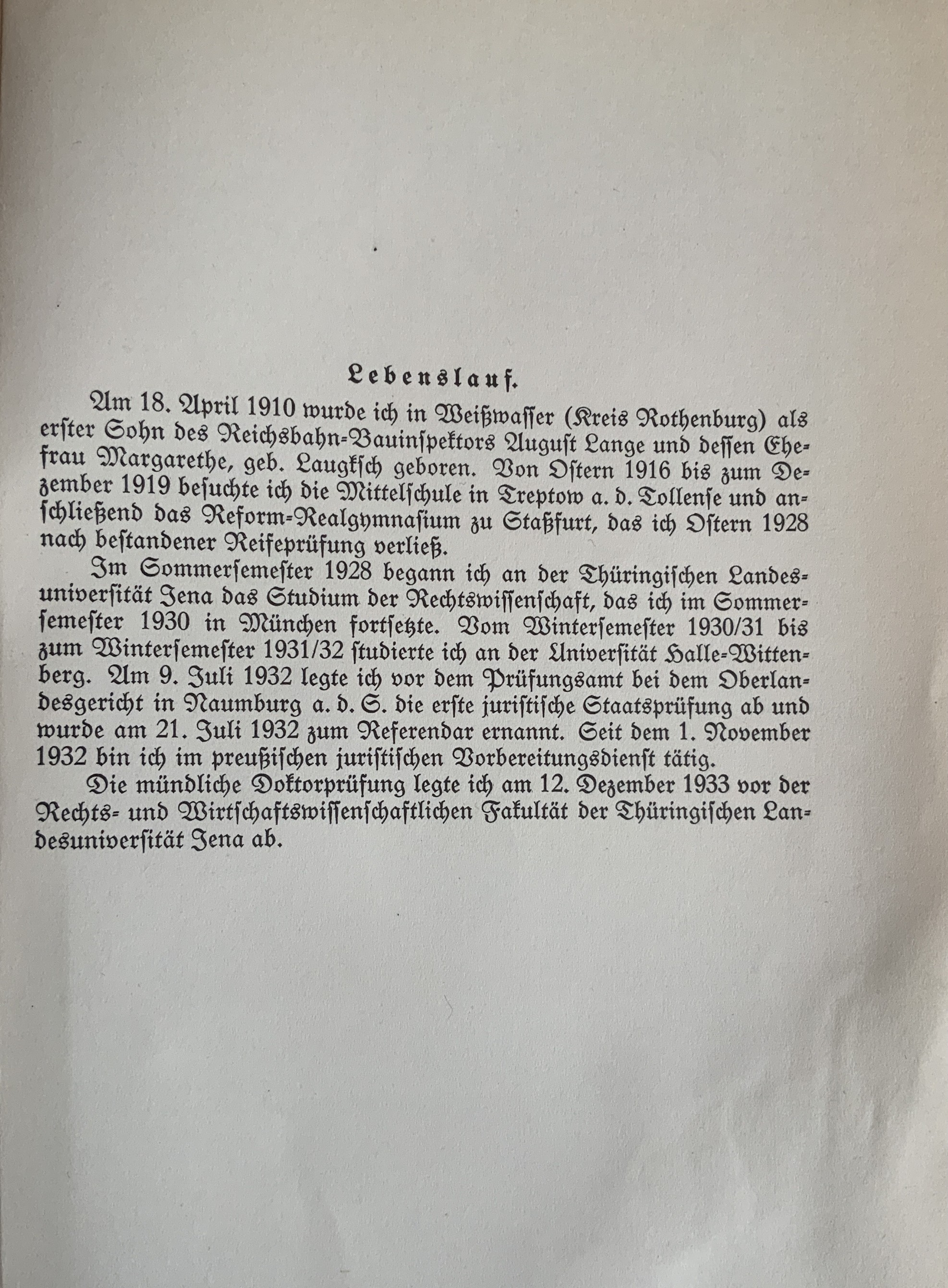
Lebenslauf zur Zeit der Promotion (1933)

Rudolf Lange war ein Sohn des Reichsbahnbauinspektors August Lange und der Margarethe Laugksch. Er ging zur Mittelschule in Treptow an der Tollense und zog mit den Eltern nach Staßfurt, wo er das Staßfurter Reform-Realgymnasium besuchte. Nach dem Abitur 1928 studierte er Jura in Jena, München und Halle und war danach Gerichtsreferendar in Staßfurt und am Oberlandesgericht Naumburg. Im Sommersemester 1928 wurde er Mitglied der Jenaischen Burschenschaft Germania. Während seiner Referendarzeit wurde er im Dezember 1933 an der Universität Jena bei Alfred Hueck mit einer Dissertation zum „Direktionsrecht des Arbeitgebers“ promoviert. Seinen Vorbereitungsdienst schloss Lange 1933 bei der Gestapostelle Halle ab. Im selben Jahr leistete er einige Wochen freiwilligen Arbeitsdienst in Gartz (Oder) und trat der SA bei. 1936 arbeitete er im Geheimen Staatspolizeiamt in Berlin und war dann wieder in Halle tätig.
Am 11. Oktober 1936 trat er der SS bei (SS-Nummer 290.308). Am 15. November 1937 beantragte er die Aufnahme in die NSDAP und wurde rückwirkend zum 1. Mai desselben Jahres aufgenommen (Mitgliedsnummer 4.922.869), außerdem trat er aus der protestantischen Kirche aus und bezeichnete sich fortan als gottgläubig. Im selben Jahr leistete er zwei Monate Wehrdienst beim Flak-Regiment 12 der Wehrmacht in Berlin-Lankwitz ab. Nach dem Anschluss Österreichs 1938 war Lange bis Juni 1938 bei der Gestapoleitstelle in Wien als Leiter der Abteilung II B eingesetzt. Wahrscheinlich lernte er dort Walther Stahlecker kennen, der später in Riga sein Vorgesetzter wurde. Auch traf er in Wien, vermutlich zum ersten Mal auf Adolf Eichmann, mit dem er die Ausplünderung, Erniedrigung und erzwungene Ausreise der jüdischen Bevölkerung über die Zentralstelle für jüdische Auswanderung mitkoordinierte. Sein weiterer beruflicher Weg führte ihn über die Gestapostellen in Stuttgart, Weimar, Erfurt und Kassel 1940 nach Berlin. Dort war er zeitweise stellvertretender Leiter der Stapoleitstelle im Polizeipräsidium unter Walter Blume am Alexanderplatz. Bis zu diesem Zeitpunkt lag Langes Aufgabenbereich in der „Gegnerbekämpfung“. Lange gehörte über Jahre hinweg zu den Gestapobeamten der „mittleren Ebene“, die das Funktionieren des Terrorapparates garantierten.
Als unter dem Kommando Reinhard Heydrichs die Einsatzgruppen der Sicherheitspolizei und des SD formiert wurden, um die Juden in der Sowjetunion zu ermorden, wurde Lange der Leiter des Gruppenstabes der Einsatzgruppe A. Im Baltikum führte er zeitweilig das Einsatzkommando 2, das bis Dezember 1941 etwa 60.000 lettische und nach Lettland deportierte Juden ermordete. Als Kommandeur der Sicherheitspolizei und des SD in Lettland kommandierte Lange persönlich Massenerschießungen beim Massaker von Rumbula am Stadtrand Rigas. Beim Aufbau des Lagers in Salaspils war er die treibende Kraft. Am 19. Januar 1942 ließ er 70 bis 80 junge Männer aus dem zweiten Transport aus dem Ghetto Theresienstadt zur Zwangsarbeit in Salaspils selektieren, über 900 Juden, darunter 450 arbeitsfähige, erschießen und flog anschließend in Vertretung Stahleckers nach Berlin. Lange war am 20. Januar 1942 einer der Teilnehmer an der Wannsee-Konferenz und dabei der „erfahrene Praktiker“ der Massenexekutionen. Nach seiner Rückkehr leitete er am 30. Januar eine Massenerschießungsaktion an angekommenen Berliner oder am 31. Januar 1942 an Wiener Juden, es gibt darüber keine genauen Aufzeichnungen. Im Februar 1942 erfolgte die erste größere Selektion im Ghetto Riga. Im März und April wurden in der Aktion Dünamünde etwa 4800 Menschen im Wald von Biķernieki erschossen.
Bei Inspektionen erschoss Lange mehrfach Häftlinge aus nichtigen Gründen. In den Aussagen jüdischer Überlebender wird er als herrisch und brutal geschildert.
Lange steuerte ab Winter 1944 in Lettland die drei mobilen Kommandos, die in der Sonderaktion 1005 die Spuren der Mordaktionen beseitigen sollten. Ab Januar 1945 war er Befehlshaber der Sicherheitspolizei und des SD im Warthegau. Beim Kampf um Posen wurde er verwundet und beging Suizid, um einer Gefangennahme zu entgehen. Für vorgebrachte Zweifel an seinem Tod gibt es keine stichhaltigen Argumente.
Lange heiratete 1942 Else Schmitt, die er als Sekretärin im Rigaer Hauptquartier der Einsatzgruppe A kennengelernt hatte. Im Juli 1943 brachte sie die gemeinsame Tochter zur Welt. Eine Erinnerungstafel mit seinem Namen wurde 2020 von der Kriegsgräberstätte Posen-Milostowo entfernt.

## Film
In Heinz Schirks Film Die Wannseekonferenz von 1984 wurde Rudolf Lange von Martin Lüttge dargestellt. In einer gleichnamigen Verfilmung von Frank Pierson aus dem Jahr 2001 wurde er von Barnaby Kay verkörpert, in Matti Geschonnecks Fernsehfilm von 2022 von Frederic Linkemann.

## Schriften

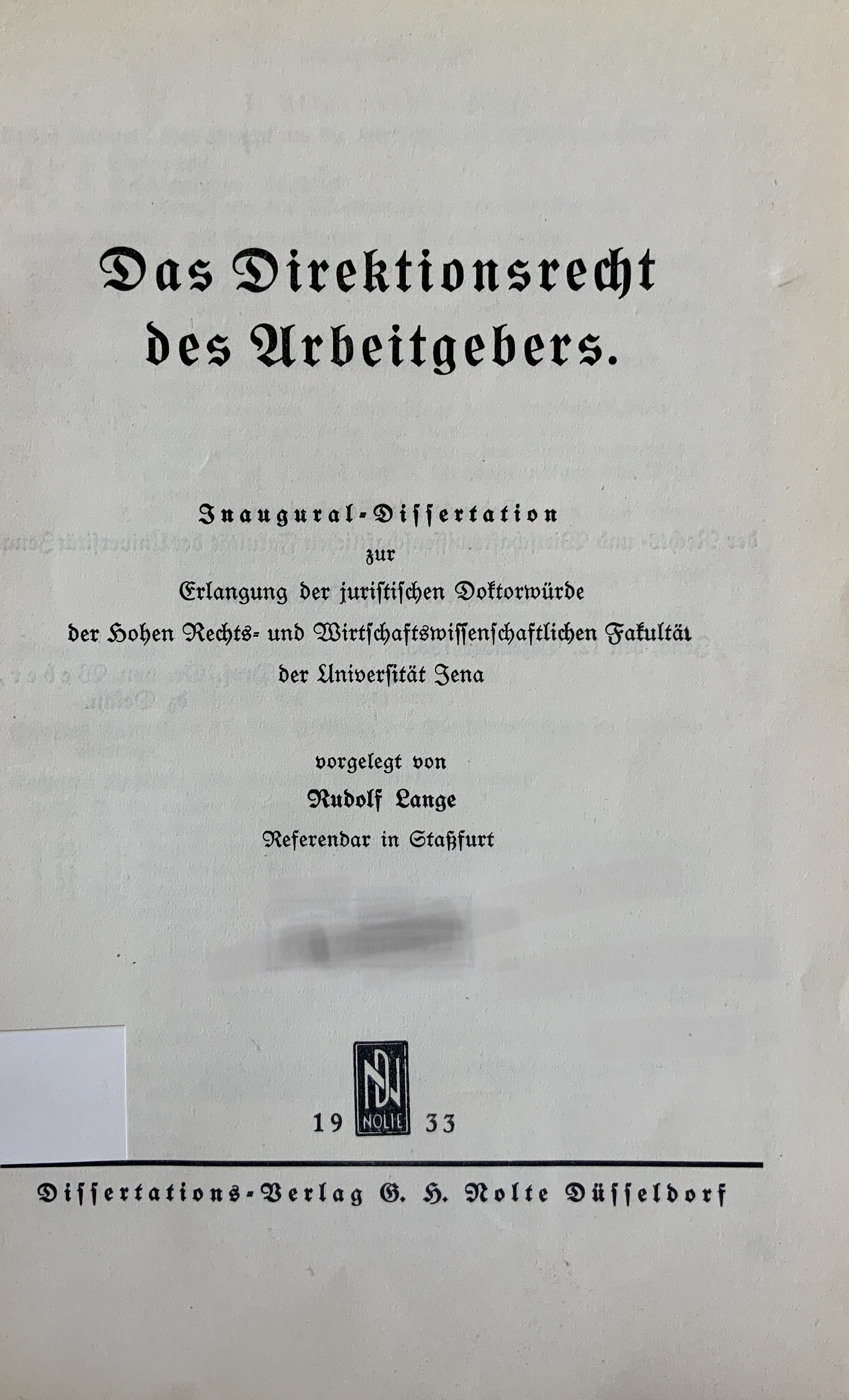
Dissertation 1933

- Das Direktionsrecht des Arbeitgebers. Nolte, Düsseldorf 1933. Dissertation Univ. Jena 1932.